# سفين ميشيل (لاعب كرلنغ)
سفين ميشيل هو لاعب كرلنغ سويسري، ولد في 30 مارس 1988 في Brienz ‏ في سويسرا.

## وصلات خارجية
- سفين ميشيل على موقع الاتحاد الدولي للكرلنغ (الإنجليزية)
- سفين ميشيل على موقع اللجنة الأولمبية الدولية (الإنجليزية)
- سفين ميشيل على موقع أوليمبيديا (الإنجليزية)